# LAZ Liner 9

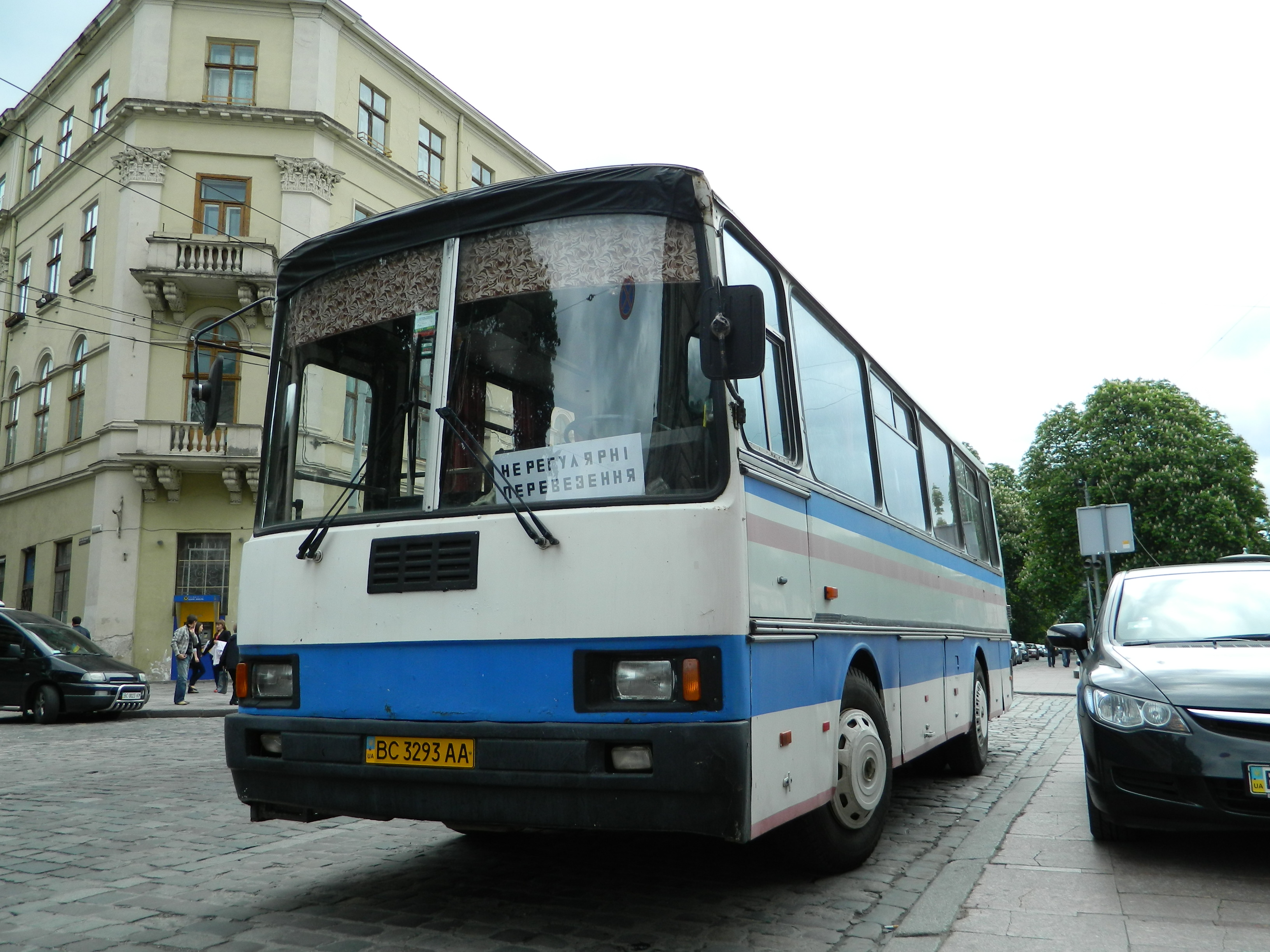
LAZ A141

ЛАЗ А141 — міжміський 9-метровий автобус, що виробляється на Львівському автобусному заводі з 1997 року . Має деякі схожості із ЛАЗ-4207 і ЛАЗ-5207. У 2012 році його замінила нова модель LAZ A141 Liner.
ЛАЗ Лайнер 9 — найкоротший з родини НеоЛАЗів — він має удовжину усього лише 9,2 метра, ширину 2.5 метра і висоту 3.00 метра . Габаритних вогнів має 22 штуки; формула дверей 1-0-1, даний тип дверей було створено через призначення автобуса Лайнер 9, якому було присвоєно статус міжміського. Автобус низькопідлоговий (0.35 м до землі), сходинок у салон не має.
Салон Лайнера-9 виглядає як салон напівтуристичного автобуса — крісла м'які та високі, проте не мають столиків «vogl-sitze» на спинці, крісел усього 24 штуки, стоячих місць до 55. Загальна пасажиромісткість до 80 чоловік. Має 2 продувні люки примусового обдуву, що приводяться у дію внаслідок швидкісного руху. Вікна безпечні, клеєні, тоновані. Також є занавіски для вікон на випадок сильного сонця. Також у салоні діє додатковий кондиціонер і система рідинного опалення потужністю 30 кВт.
Двигун автобуса Лайнер 9 MAN DO836 (Euro-3); має потужність 190 кВт. Через невелику споряджену вагу порожнього автобуса, витрати палива при швидкості 60 км/год складають не більш як 14-15 літрів. При максимальному завантаженні автобус розганяється до 100 км/год. Термін служби автобуса  — не менш як 15-25 років.

## Модифікації
- ЛАЗ А141 — базова модель, що виготовлялась з 1997 року
- ЛАЗ А1411
- ЛАЗ А1413 — модифікація, що виготовлялась з 1998 року
- ЛАЗ А1413А — модифікація з новим кузовом, що виготовлялась з 2002 року
- ЛАЗ А1414 "Лайнер-9" — модифікація, що виготовлялась з 2000 року, в 2002 році оновили кузов, в 2003 році ще раз оновили
- ЛАЗ А1414А — модифікація з новим кузовом, що виготовлялась з 2002 року
- ЛАЗ А141DT "Лайнер-9" — модифікація з новим кузовом, що виготовлялась з 2004 року
- ЛАЗ А141JL "Лайнер-9" — модифікація з новим кузовом, що виготовлялась з 2002 року
- ЛАЗ А141JN "Лайнер-9" — модифікація з новим кузовом, що виготовлялась з 2003 року
- ЛАЗ А141JT "Лайнер-9" — модифікація з новим кузовом, що виготовлялась з 2003 року